# Celosia pallida
Celosia pallida är en amarantväxtart som beskrevs av Richard Anthony Salisbury. Celosia pallida ingår i släktet celosior, och familjen amarantväxter. Inga underarter finns listade i Catalogue of Life.